# Carl-Erik Broms
Carl-Erik Uno Broms (ur. 11 września 1937 w Sztokholmie) – szwedzki szermierz, brązowy medalista mistrzostw świata.
Podczas mistrzostw świata w Moskwie w 1966 roku Szwedzi w składzie: Carl-Erik Broms, Hans Lagerwall, Lars-Erik Larsson, Jan Skogh i Carl von Essen zdobyli brązowy medal w zawodach drużynowych. Był to jedyny medal Bromsa wywalczony w zawodach tego cyklu.
Nigdy nie wziął udziału w igrzyskach olimpijskich.